# Shinya Nakano (football)
Pour les articles homonymes, voir Shinya Nakano et Nakano (homonymie).
Shinya Nakano (中野 伸哉, Nakano Shinya), né le 17 août 2003 à Saga au Japon, est un footballeur japonais évoluant au poste d'arrière gauche au Gamba Osaka.

## Biographie

### Sagan Tosu
Né à Saga au Japon, Shinya Nakano est formé par le Sagan Tosu. Le 12 juin 2020, alors qu'il évolue avec les U18 du club il est enregistré dans la liste des joueurs disponibles pour l'équipe première. Il fait ses débuts en professionnel avec le Sagan Tosu le 1er août 2020, lors d'un match de championnat contre le FC Tokyo. Il entre en jeu lors de cette rencontre remportée par les siens sur le score de trois buts à deux. Il devient avec cette apparition le plus jeune joueur de l'histoire du club, à 16 ans, 11 mois et 15 jours. Le 19 décembre 2020, il se fait remarquer lors de la dernière journée du championnat face à l'Oita Trinita en délivrant deux passes décisives. Les deux équipes se neutralisent ce jour-là (2-2).

### Gamba Osaka
Le 8 août 2023, Shinya Nakano rejoint le Gamba Osaka sous la forme d'un prêt jusqu'à la fin de la saison.
Le 25 décembre 2023, le Gamba Osaka annonce le transfert définitif de Shinya Nakano, à compter du 1er janvier 2024.

### Equipe nationale
Shinya Nakano est retenu avec l'équipe du Japon des moins de 17 ans pour participer à la coupe du monde des moins de 17 ans en 2019. Il est titulaire au poste d'arrière gauche et participe à l'intégralité des quatre matchs de son équipe. Les Japonais s'inclinent en huitièmes de finale contre le Mexique (0-2 score final).
En mars 2021 il est convoqué avec l'équipe du Japon Olympique.